# NGC 1947
NGC 1947 é uma galáxia elíptica (E-S0) localizada na direcção da constelação de Dorado. Possui uma declinação de -63° 45' 39" e uma ascensão recta de 5 horas, 26 minutos e 47,3 segundos.
A galáxia NGC 1947 foi descoberta em 5 de Novembro de 1826 por James Dunlop.